# Museu Municipal (el Vendrell)
El Museu Municipal és una obra del Vendrell (Baix Penedès) protegida com a Bé Cultural d'Interès Local.

## Descripció
El Museu Arqueològic del Vendrell és situat en una casa limítrofa al Portal del Pardo. És un edifici molt reconstruït, sobretot a la part alta (les golfes) on es veuen unes finestres modernes al costat de dues més antigues amb arc de mig punt. La casa té tres plantes. Els baixos, habilitats com museu, presenten una portalada d'arc de mig punt dovellat i dues finestres d'arc carpanell amb una reixa moderna. Ambdues finestres amaguen dues antigues portalades. El pis principal té dos balcons amb barana de ferro forjat i una finestra amb ampit a la pedra.

## Història
Està situat al nucli antic, vora el Portal del Pardo. Ocupa un edifici que data probablement del segle xvii. El museu conserva col·leccions de materials procedents de jaciments de la comarca des de la prehistòria fins a la romanització. Destaquen les de la Cova de Vallmajor d'Albinyana i les de la Necròpolis del Mas Canyís de Banyeres.